# Moje pesmi, moje sanje
Moje pesmi, moje sanje je muzikal, za katerega je glasbo napisal Richard Rodgers, besedila pesmi Oscar Hammerstein II, libreto pa Howard Lindsay in Russel Crouse. Temelji na spominih Marie von Trapp, Hvalnica družine von Trapp. Dogajanje zgodbe je postavljeno v Avstrijo, v čas pred Anschlussom, leta 1938, in govori o Marii, ki sprejme službo guvernante pri številni družini, medtem ko se odloča, ali bi postala redovnica. Maria vzljubi otroke, skozi čas pa tudi njihovega ovdovelega očeta, kapitana  Georga von Trappa, ki se ne strinja s politiko nacistov in noče sprejeti mesta v nemški mornarici, zato se z Mario odločita, da bosta z otroki emigrirala iz Avstrije. Mnoge pesmi iz muzikala so postale standard, na primer "Edelweiss", "My Favorite Things", "Climb Ev'ry Mountain", "Do-Re-Mi" in naslovna pesem "The Sound of Music".
Izvirna broadwayska produkcija, v kateri sta v glavnih vlogah nastopila Mary Martin ain Theodore Bikel, je bila premierno uprizorjena 16. novembra 1959. Izmed devetih nominacij, je bila nagrajena s petimi nagradami Tony, vključno z nagrado za najboljši muzikal. Izvirna londonska produkcija je bila premierno uprizorjena 18. maja 1961, v Palace Theatru. Od takrat je bila predstava mnogokrat obnovljena in uprizorjena po vsem svetu. Po muzikalu je bil posnet tudi glasbeni film, leta 1965, v katerem sta v glavnih vlogah nastopila Julie Andrews in Christopher Plummer. Film je bil nagrajen s petimi Oskarji. Moje pesmi, moje sanje je bil zadnji muzikal, ki sta ga napisala Rodgers in Hammerstein; Oscar Hammerstein je devet mesecev po broadwayski premieri umrl zaradi raka. 
Muzikal so v prevodu Andreja Rozman - Roza in režiji Matjaža Pograjca od 2008 dlje več let izvajali v Prešernovem gledališču Kranj (Simona Vodopivec Franko, Vesna Pernarčič Žunić, Borut Veselko, Danijel Malalan, Branko Jordan, Matjaž Višnikar, Lara Jankovič, Asja Kahrimanović, Nuška Drašček, Nives Mikulin, Lucija Grm, Neža Dežman, Jerca Starc, Andreja Erjavec, Urša Sešek, Katarina Gosnik), 2017 pa so ga v prevodu Nejca Lisjaka ob spremljavi simfoničnega orkestra pod taktirko maestra Simona Dvoršaka izvedli tudi v Hali Tivoli (Eva Černe, Boštjan Romih, Irena Yebuah Tiran, Matjaž Stopinšek, Katja Konvalinka, Klemen Torkar, Simona Plut, Tjaša Hrovat in drugi)